# Zusatzstoff-Zulassungsverordnung
Die Verordnung über die Zulassung von Zusatzstoffen zu Lebensmitteln zu technologischen Zwecken, kurz Zusatzstoff-Zulassungsverordnung (ZZulV), regelte bis 2021 als bundesrechtliche deutsche Verordnung die Zulassung, Kennzeichnung und Höchstmengen von Zusatzstoffen zu Lebensmitteln. Darunter fielen alle Zusatzstoffe, unter anderem Farbstoffe, Konservierungsstoffe sowie Süßungsmittel und Antioxidantien. Für Aromastoffe galt die bundesdeutsche Aromenverordnung.

## Inkrafttreten
Die Zusatzstoff-Zulassungsverordnung trat 1978 in Kraft und konsolidierte und ersetzte dabei mehrere Regelungen zu Lebensmittelzusatzstoffen: 
- die Allgemeine Fremdstoff-Verordnung aus dem Jahr 1959[2]
- die Farbstoff-Verordnung aus dem Jahr 1959[3]
- die Konservierungsstoff-Verordnung aus dem Jahr 1959[4]
- die Antioxydantien-Verordnung aus dem Jahr 1972[5]
- die Fruchtbehandlungsverordnung aus dem Jahr 1959[6]
- die Schwefeldioxid-Verordnung aus dem Jahr 1969[7]
- die Verordnung über den Verkehr mit Süßstoff aus dem Jahr 1939[8]
- die Verordnung über die Zulassung fremder Stoffe als Zusatz zu Speisesalz aus dem Jahr 1964[9]

Seit ihrer Veröffentlichung wurde die Verordnung mehrfach geändert und ergänzt.

## Außerkrafttreten
Durch das Inkrafttreten der Verordnung (EG) Nr. 1333/2008 wurde diese die in allen EU-Mitgliedstaaten gültige Regelung. Als europäische Verordnung ersetzt die Verordnung (EG) Nr. 1333/2008 die entsprechenden nationalen Regelungen; sie ist unmittelbar anzuwenden, ohne dass sie vorher in nationales Recht umgesetzt werden muss. Einzig die Bereiche, die durch die europäische Verordnung nicht abgedeckt werden, dürfen weiterhin national geregelt werden. Daher galt die deutsche Zusatzstoff-Zulassungsverordnung nur noch in Teilen und musste überarbeitet und an das europäische Recht angepasst werden.
Seit 9. Juni 2021 ist sie aufgehoben und durch die Lebensmittelzusatzstoff-Durchführungsverordnung (LMZDV) ersetzt. Neben Bestimmungen zur Ausführung von EU-Recht enthält sie noch Regelungen zu Nitrit und zur Herstellung von Nitritpökelsalzen sowie Straf- und Ordnungswidrigkeitstatbestände.